# Mathias Clason
Johan Mathias Clason, född 30 juli 1963 i Kungsholms församling i Stockholm, död 11 maj 2020 i Norra Vrams distrikt i Skåne län, var en svensk scenograf, kostymtecknare, regissör, dramatiker och librettist.

## Biografi
Clason designade kostymer sedan 1983 och scenografi sedan 1991  för ett 100-tal produktioner (opera, balett, teater, musikal) i och utanför Sverige. Han debuterade som dramatiker 2002 och gjorde regi från 2012.
Bland hans mest uppmärksammade operaarbeten återfinns Marie Antoinette (Folkoperan), Ringen (Dalhalla), Lucia di Lammermoor (Nyslott, MalmöOperan). Musikal: Bröderna Lejonhjärta, Skönheten och odjuret, Lola Blau (samtliga för Göteborgsoperan). Bland talteater en rad Shakespeareuppsättningar samt senast Tintomara (Gävle) och Vildanden (Borås)båda 2008 i regi av Björn Melander.
Clason tilldelades Guldmasken för bästa kostym två gånger, sist för kostymerna till Skönheten och odjuret 2006 (Göta Lejon).
2006 var han kurator för en utställning om scenografi ("Scenbyte") i Kulturhuset, Stockholm, där svensk 1900-talsscenografi skildrades genom ett representativt urval (Isaac Grünewald, Lars-Åke Thessman, Bente Lykke Møller, Knut Ström med flera). Clason är även aktiv som pedagog (Dramatiska Institutet med flera), samt som dramatiker -  Jenny Lind (2002) Ett isberg i Medelhavet (2003) (Stockholms Stadsteater), Karlsson på taket, libretto (Kungliga Operan/Malmö Opera 2003-13). Han översatte även från engelska och tyska samt var 2009 regielev till Peter Konwitschny på Salome, Nederlandse Opera. 2012 sammanställning, regi samt visuell form till Norrköpings Symfoniorkesters 100-årsjubileums-konsert. Han var medlem i Svenska Dramatikerförbundet.
2010–2012 kostymer, scenografi och regi gjorde Clason till Blåskäggs Borg/Trouble in Tahiti på Stockholmsoperan samt detsamma sommaren 2012 till The Rape of Lucretia i Vattnäs Konsertlada.
Mathias Clason är son till Anders Clason och Synnöve Clason.
Clason finns representerad på bland annat Scenkonstmuseet  i Stockholm.

## Teater

### Scenografi och kostym (ej komplett)
| År   | Produktion                                 | Upphovsmän                                                           | Regi            | Teater      | Noter                 |
| ---- | ------------------------------------------ | -------------------------------------------------------------------- | --------------- | ----------- | --------------------- |
| 2005 | South Pacific                              | Richard Rodgers och Oscar Hammerstein Översättning Sven Hugo Persson | Åsa Melldahl    | Malmö Opera | Kostym                |
| 2005 | Skönheten och odjuret Beauty and the Beast | Alan Menken, Howard Ashman och Tim Rice                              | Hans Berndtsson | Göta Lejon  | Scenografi och kostym |